# Église Saint-Étienne de Montaudran
 (mai 2018).
Si vous disposez d'ouvrages ou d'articles de référence ou si vous connaissez des sites web de qualité traitant du thème abordé ici, merci de compléter l'article en donnant les références utiles à sa vérifiabilité et en les liant à la section « Notes et références ».

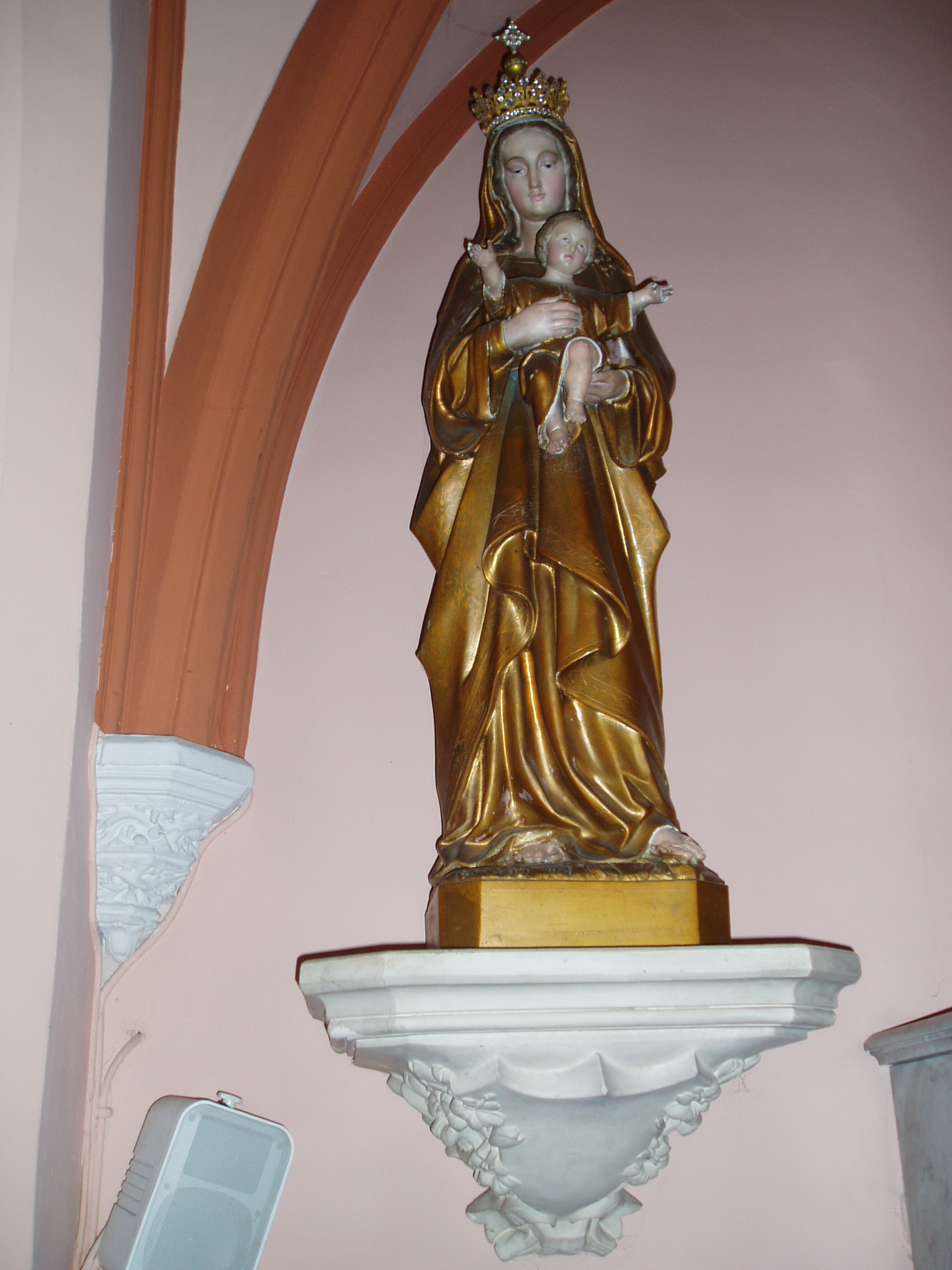
Vierge dorée

L'église Saint-Étienne de Montaudran est l'église de la paroisse de Montaudran, une très ancienne paroisse de Toulouse, située dans les faubourgs, au sud-est de la ville, au no 45 chemin de l'Église-de-Montaudran.
Petite église au caractère villageois, elle dispose de trois de ses éléments classés au titre des monuments historiques.
Elle fait actuellement partie de l'ensemble paroissial du Christ Roi, aussi appelé paroisse de la Sainte-Colline.

## Historique

### Consécration de l'église Saint-Étienne de Montaudran
La première église de Montaudran a été consacrée en 1199, au plus fort de l'hérésie cathare. À cette époque, cela fait neuf ans qu'en 1190, les consuls, qui deviendront les célèbres capitouls, ont acheté leur première maison dans Toulouse, le premier hôtel de ville, à l'emplacement du Capitole actuel ; et cela fait cinq ans qu'en 1194, le comte Raymond VI a succédé à son père Raymond V.
C'est grâce à une inscription relevée lors d'une visite pastorale de 1592 qu'il est possible de connaître la date d'implantation sur ce site d'une première église à Montaudran :
« E nonas mai dedicatis altaris Stefani et totius Ecclesia, anno Domini 1199 ».
(« Le 9 mai furent dédiés à saint Étienne l'autel et toute l'église, l'an du Seigneur 1199 »).
C'est en 1195 que le comte Raymond VI a fixé par une charte les limites de la commune de Toulouse ; elles n'ont pas changé depuis. Il y avait alors quatre paroisses : 
- deux pour la Cité (Saint-Étienne et Sainte-Marie de la Dalbade),
- deux autres pour le bourg (Saint-Sernin et Saint-Pierre).

Mais dès le XIIIe siècle, Montaudran était une paroisse, puisqu'on conserve la mention de la prise de possession du curé Raymond de Lafage le 21 juin 1307 au décès de son prédécesseur Raymond Vital.
Saint-Étienne de Montaudran relevait ainsi du chapitre de la cathédrale Saint-Étienne. Jusqu'à la Révolution de 1789, c'était une cure « optative ». Ce qui signifie que c'était le chanoine le plus ancien qui avait le privilège de choisir le nouveau recteur (lou ritou en patois), c'est-à-dire le curé, et qui le présentait à l'évêque. Par la suite, ce privilège ne fut plus réservé à un seul chanoine, mais à leur décision collégiale.

### Évolutions de la construction
L'église initiale avait peut-être été endommagée à la suite des troubles des Guerres de Religion.
Il peut être lu l'inscription de cette date de 1696 à la croisée d'ogive.
L'église se compose d'une nef à trois travées voûtées d'ogives et d'un transept avec deux chapelles sur les côtés.
Le retable, baroque, comporte en son centre un tableau de la fin du XVIIe représentant la Crucifixion. Il a bien été réalisé pour cette église, car on peut noter la présence, au pied de la croix de quatre personnages : la Vierge Marie et St Jean, puis St Étienne, portant la palme du martyre, et un évêque, peut-être le donateur de l'œuvre.
Le tableau est encadré sur les côtés par les statues de Saint Paul et Saint Blaise.
Au dessus de la corniche, un groupe représente la lapidation de Saint Étienne, patron de la Paroisse. Sur le socle, sont inscrites en latin les dernières paroles du premier martyr : « Domine Jesu suscipe spiritum meum », ce qui signifie « Seigneur Jésus, reçois mon esprit ».
À la Révolution, l'église a été vandalisée. Le curé de la paroisse, Jean-Marie Bénaben, a été arrêté le 30 juin 1798 et déporté à l'île d'Oléron, où il est mort martyr.
Après la Révolution, la statue du Christ en croix a été retrouvée gisant dans l'herbe, en plusieurs morceaux. Le Christ en croix a été restauré par des paroissiens : l'un d'eux, forgeron, a forgé les nouveaux clous, tandis qu'un menuisier a confectionné la nouvelle croix. Le Christ a ainsi pu être réinstallé dans l'église.
Au fond de l'église, au-dessus de la tribune, on peut admirer un tableau représentant sainte Germaine de Pibrac, qui a été exposé à Saint-Pierre de Rome à l'occasion de la béatification de sainte Germaine en mai 1854. Le procurateur de la cause était paroissien de Montaudran, ce qui explique la présence de ce tableau dans cette église.
Le 9 février 1968, trois œuvres de l'église sont classées aux monuments historiques par arrêté du Ministère des Affaires Culturelles :
- Le Christ en croix du XVIe siècle.
- La Pietà en bois polychrome du XVIIe siècle.
- Le retable de pierre et de marbre du maître-autel et son tableau représentant la Crucifixion, datant aussi du XVIIe siècle.

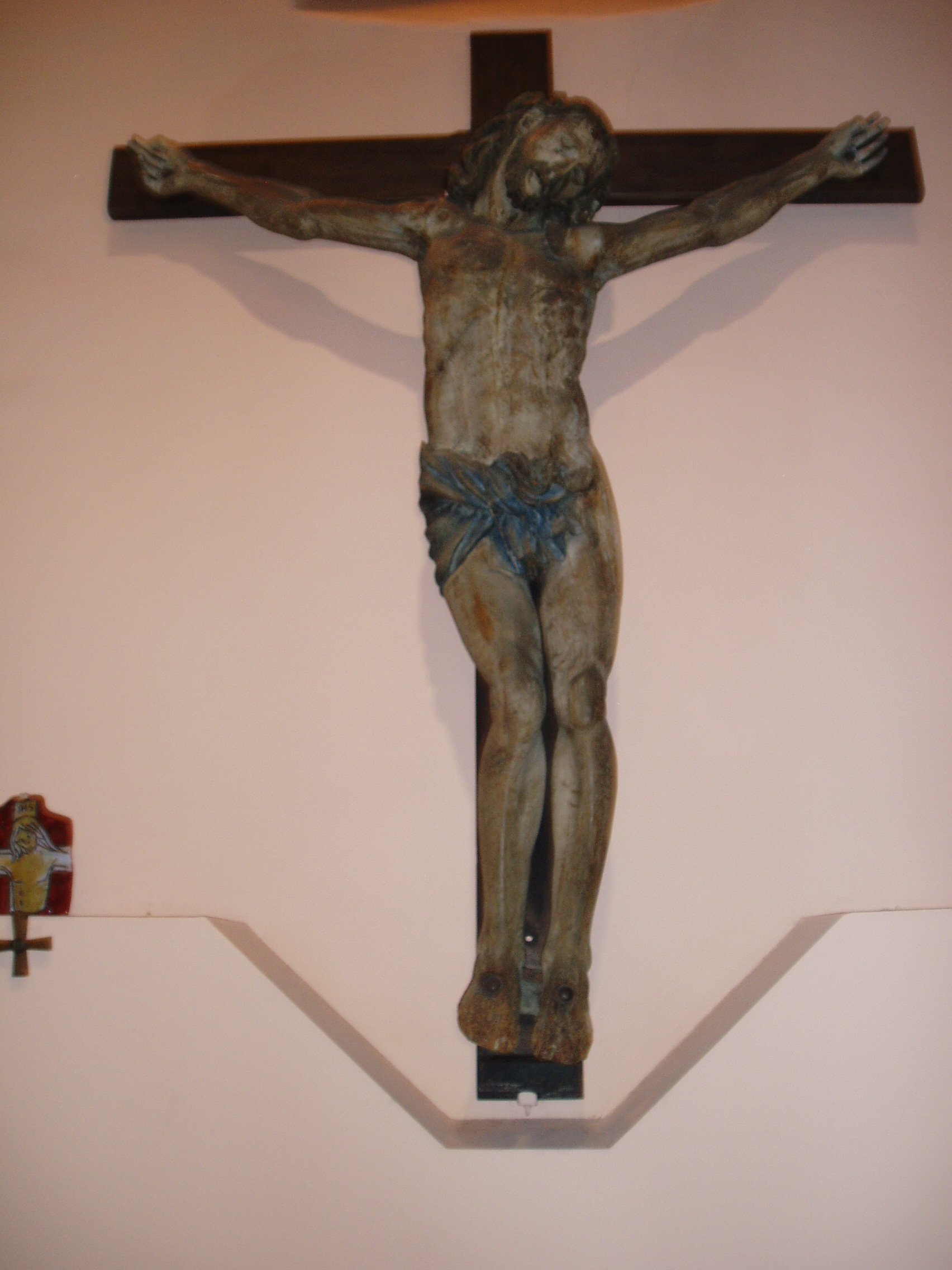
Christ en croix
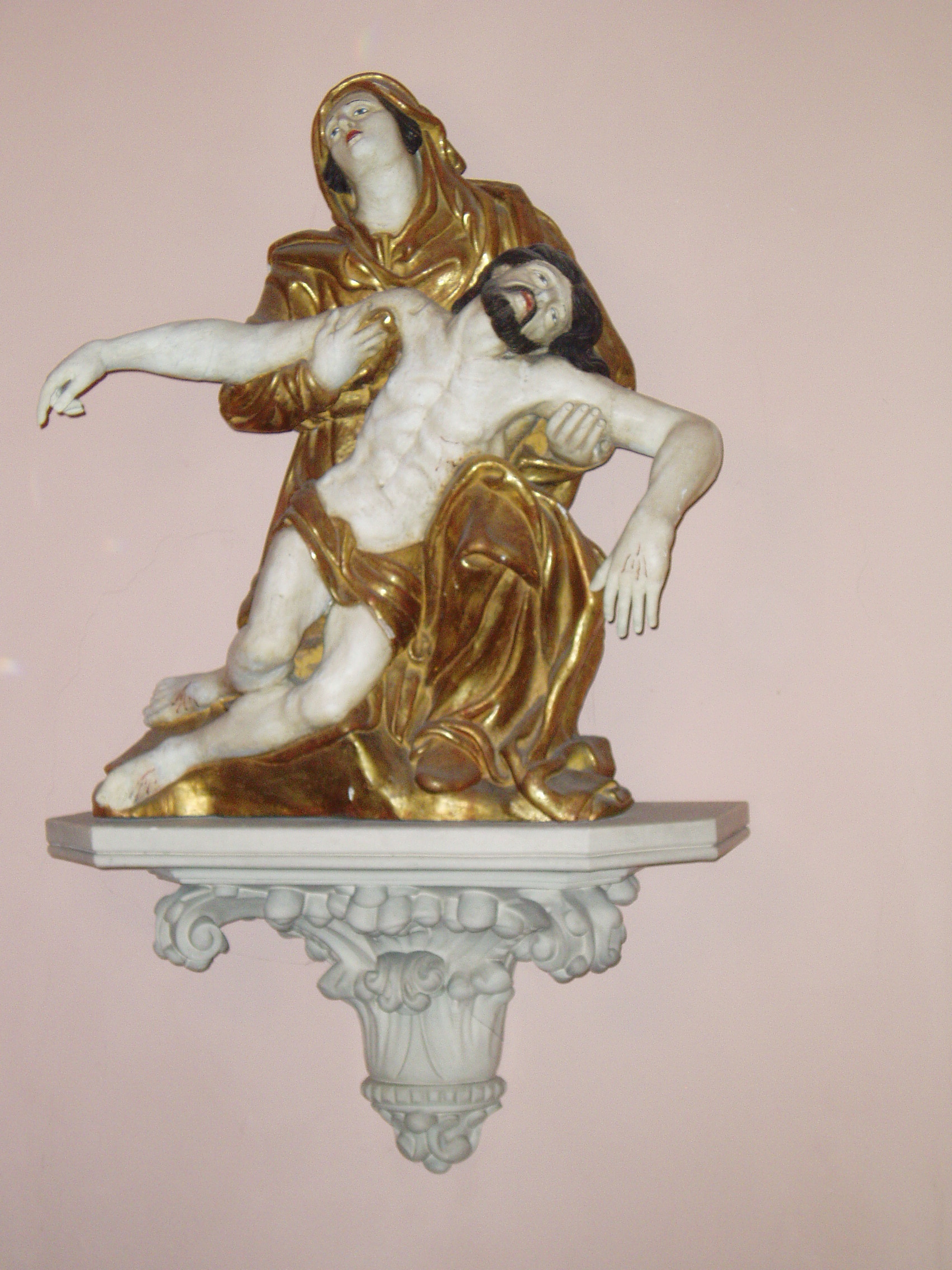
Pieta
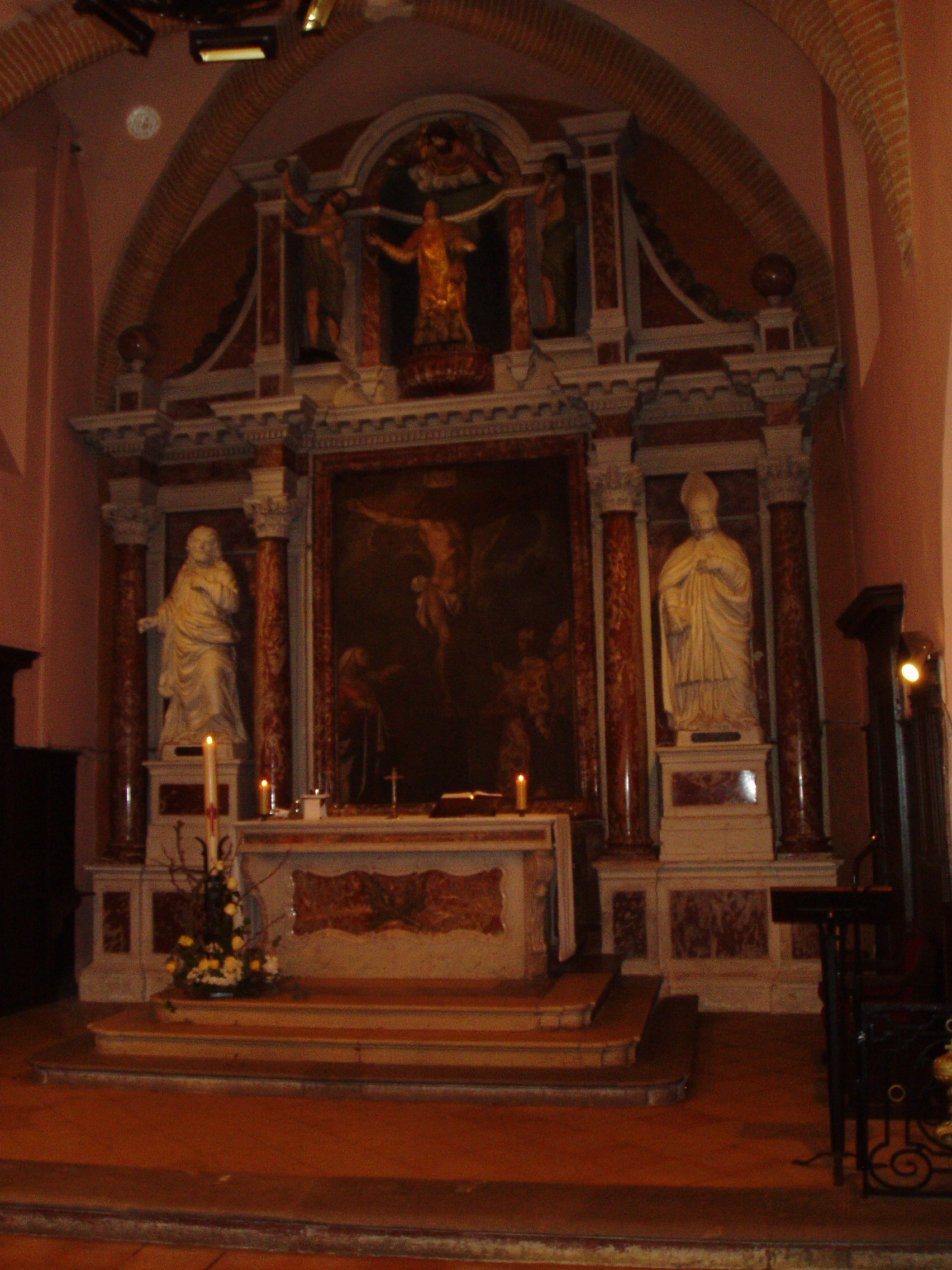
Retable

Un nouveau chemin de croix est installé dans les années 1980, à l'initiative de l'abbé Sylvio Sandro, curé de la paroisse.
Une grande rénovation a été menée en 1999 à l'occasion des 800 ans de l'église par la Municipalité, le Père Jean-Marie Lecomte étant curé de la paroisse : Ravalement des façades de l'église et rénovation intérieure, faisant apparaître les voutes en briques.

## Curés et vicaires de la paroisse du Christ-Roi et de Montaudran
| Date                            | Curé                   | Vicaire(s)                                                                             |
| ------------------------------- | ---------------------- | -------------------------------------------------------------------------------------- |
| 1307                            | Raymon Vital           |                                                                                        |
| 1307                            | Raymond de Lafage      |                                                                                        |
| 1324                            | Roger Corbal           |                                                                                        |
| 1325                            | Clément Ayraud         |                                                                                        |
| 1482                            | Jean de Cazeaux        |                                                                                        |
| 1511                            | Jean de Natalis        |                                                                                        |
| 1552                            | Nadal Rives            |                                                                                        |
| 1674-1684                       | Cazambes               |                                                                                        |
| 1684-1712                       | abbé de Lagorée        |                                                                                        |
| 1712-1732                       | abbé Barbée            |                                                                                        |
| 1733-1766                       | A. Louron de Fauvier   |                                                                                        |
| 1767-1778                       | Guillaume Depeyre      |                                                                                        |
| 1779-....                       | Jean Descamps          |                                                                                        |
| 1795 - 1798                     | Jean-Marie Benaben     |                                                                                        |
| ....-1810                       | Dario                  |                                                                                        |
| 1811                            | Jean Alibert           |                                                                                        |
| 1874-1878                       | Joseph Roig            |                                                                                        |
| 1889-1890                       | J.-B. Pedejou          |                                                                                        |
| 1896-1905                       | Jean-François Pellauzy |                                                                                        |
| 1906 - 1957                     | Louis Pinel            |                                                                                        |
| 1957 - 1966                     | Gabriel Sapene         |                                                                                        |
| 1966 -1995                      | Sylvio Sandro          |                                                                                        |
| 1995 - septembre 2002           | Jean-Marie Lecomte     |                                                                                        |
| Septembre 2002 - septembre 2003 | Benoît Hagenimana      |                                                                                        |
| Septembre 2003 - septembre 2009 | Jean-Jacques Rouchi    | Thomas Lokomé                                                                          |
| Septembre 2009 - septembre 2015 | Lizier de Bardies      | Grégoire Maloba                                                                        |
| Septembre 2015 - septembre 2023 | Hervé du Plessis       | - Grégoire Zobler (2018-2019) - Josselin Prévost (2020-2021) - Jean Arfeux (2022-2023) |
| Depuis septembre 2023           | Stéphane Ayouaz        | Joseph Matoumpa (depuis 2023)                                                          |